# Marcha del Orgullo LGBT de Lima
La Marcha del Orgullo LGBT de Lima es una manifestación que se celebra de forma anual en la ciudad de Lima, capital del Perú, en conmemoración del Día Internacional del Orgullo LGBT en el resto del mundo, para exigir igualdad de derechos para las poblaciones LGBT limeñas y peruanas.
El evento se realizó por primera vez en 2002. A partir de ese año la fecha ha ido variando, aunque regularmente se ha celebrado el último sábado de junio o el primero de julio. De igual manera, la ruta de la manifestación, a la que acuden asociaciones y colectivos a favor de los derechos LGBT, autoridades públicas, políticos, gente del espectáculo y heteroaliados, suele iniciarse en el Campo de Marte del distrito de Jesús María y, atravesando algunas avenidas y plazas, finalizar en la Plaza San Martín del distrito de Lima, donde se levanta un escenario para la lectura de manifiestos y la realización de un show artístico.

## Historia

### Antecedentes
A finales de la década de 1980, la comunidad LGBT peruana vivía temerosa de las redadas y abusos policiales, como la intervención televisada de junio de 1987 al bar de lesbianas «La Ferretería» en el distrito de Breña, o los secuestros y matanzas como método de limpieza social realizado por organizaciones subversivas como Sendero Luminoso y el MRTA. Dichas acciones (denominadas por los senderistas como la «lista negra» o por los emerretistas como las «cruzadas contra el vicio») derivaron en masacres como la de Aucayacu (1986) o la «Noche de las Gardenias» (1989).
El 1 de julio de 1995, con motivo del Día Internacional del Orgullo LGBT y de los 25 años de los sucesos de Stonewall, un grupo de personas LGBT del Movimiento Homosexual de Lima (MHOL), una asociación civil que se dedica a la defensa de los derechos de las personas LGBT en Perú, convocó en el miraflorino Parque Kennedy, lo que se considera la primera manifestación LGBT en Lima. Este plantón, que duró aproximadamente tres horas, tenía como objetivo protestar por los abusos y discriminaciones que el colectivo venía sufriendo por parte de las autoridades. A la cita acudieron una treintena de personas, algunas de las cuales cubrieron sus rostros para evitar las posibles represalias en su entorno familiar o laboral. Las siguientes concentraciones pasaron a realizarse en la Plaza Francia del distrito de Lima, con afluencia de más personas y con el apoyo de personalidades públicas, como la vedette y congresista Susy Díaz. La concentración fue repetida al año siguiente hasta la manifestación de 2001.

### Marcha del Orgullo de Lima
Tras estas primeras manifestaciones, el 6 de julio de 2002 se organizó el «Primer Corso Gay», la primera marcha del Orgullo en Perú. Fue convocado por el MHOL y contó con el apoyo del humorista y drag queen Juan Carlos Ferrando. A esta primera marcha acudieron unos treinta manifestantes que marcharon desde el cruce de las avenidas 28 de Julio y Garcilaso de la Vega, atravesaron Nicolás de Piérola y, cuando ya contaban con un par de centenar de personas, terminaron el recorrido en la Plaza Francia, donde se leyeron discursos y manifiestos desde un estrado.

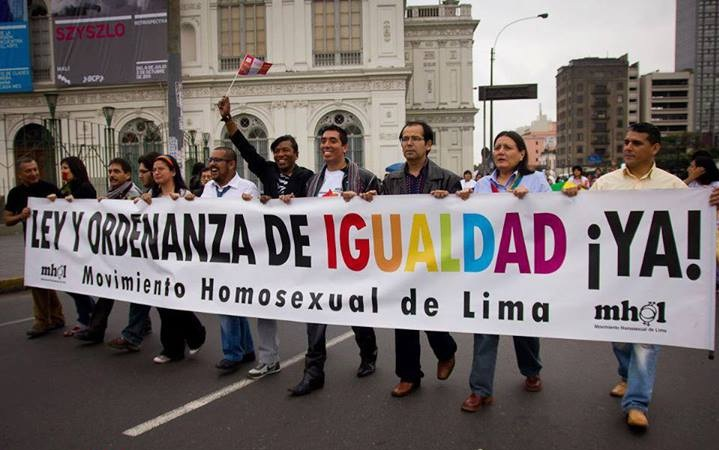
Marcha del MHOL en el día Internacional del Orgullo LGBT de 2011 en Lima.

El 2 de julio de 2011 se celebró la décima «Marcha del Orgullo Gay» en Lima con más de mil asistentes, entre ellos la alcaldesa de Lima Susana Villarán, el político Ronald Gamarra, y Carla García, hija del entonces presidente peruano Alan García. En esta ocasión el lema de la marcha fue «Ley y ordenanza de igualdad ¡Ya!». El recorrido se inició en el punto tradicional, la Avenida de La Peruanidad junto al Campo de Marte, pero finalizó en la Plaza Washington, tras atravesar la avenida Wilson, Paseo Colón, Paseo de la República, Jirón Carabaya, Plaza San Martín, la avenida La Colmena y la avenida Tacna. En el lugar donde culminó la manifestación, en los exteriores del Centro Cultural de España, se celebró un evento artístico.
El 30 de junio de 2012, bajo el lema «¿'La Gran Transformación'?. Sin nosotr@s no hay inclusión», acudieron a la marcha unas 5,000 personas. La consigna hacía referencia a la promesa electoral del electo presidente Ollanta Humala, ganador de las elecciones generales de 2011, de implementar un plan nacional contra la homofobia. En el concierto de cierre actuó, entre otros artistas, la cantante de rock peruano Fiorella Cava, de JAS, quien en ese año logró que la Corte Superior de Lima le permitiese adaptar su nombre legal a su identidad de género.
La decimocuarta Marcha del Orgullo LGTBI se celebró el 27 de junio de 2015. La hora del inicio de la concentración en el Campo de Marte fue a las 15:00; posteriormente la marcha avanzó por las avenidas 28 de Julio, Brasil y Alfonso Ugarte, plaza Dos de Mayo, avenida Nicolás de Piérola hasta la Plaza San Martín. Además, durante la marcha se realizó una campaña de reunión de firmas en apoyo al proyecto de unión civil. Los políticos destacados que acompañaron a los manifestantes fueron el abogado Julio Arbizu, la política y candidata presidencial Verónika Mendoza y Augusto Rey, regidor de Lima. La pancarta principal rezaba «Ante el exterminio del Estado, nuestros cuerpos resisten». A la cita anual también acudieron personajes del mundo del televisión como la actriz Tatiana Astengo, la cantante Maricarmen Marín o las periodistas Pamela Vértiz y Lorena Álvarez; cabe destacar que durante la marcha, el actor Carlos Víctoria, hijo de Enrique Victoria, salió del armario y presentó a través de sus redes sociales a su pareja con quien compartía 20 años de relación. Victoria se unió a la declaración pública de su homosexualidad del actor Ricardo Morán, quien unos meses antes lo había hecho y también participó de la marcha LGBT.
En 2017 se desarrolló una de las mayores marchas del Orgullo en el Perú. En la movilización se hicieron presentes congresistas como Carlos Bruce, Alberto de Belaunde, Marisa Glave e Indira Huilca, y personalidades de la cultura y política peruana como Beto Ortiz, Daniel Urresti, Mijael Garrido Lecca y Sigrid Bazán. El recorrido fue el habitual, desde el Campo de Marte a la Plaza San Martín. El lema de esta edición fue «Con la igualdad no te metas», haciendo alusión a la campaña homófoba del movimiento ultraconservador Con mis hijos no te metas. Según GfK, un 52% de los encuestados que estaban enterados del evento (más de un 60%) se expresaban a favor con que las personas que defienden los derechos de la población gay salgan a la calle a manifestarse de forma pacífica.

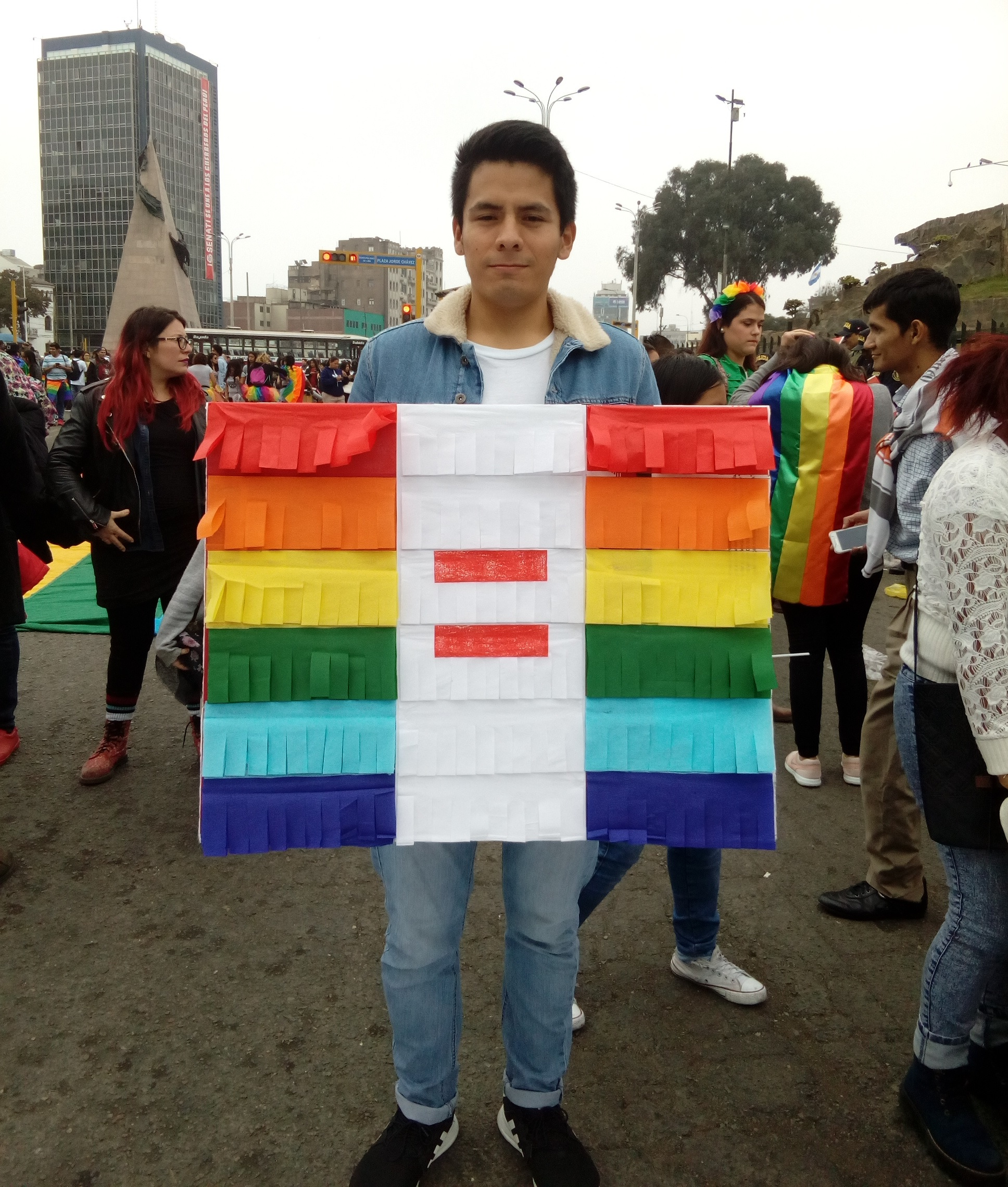
Un manifestante sosteniendo una bandera LGBT similar a la bandera peruana durante la Marcha del Orgullo Gay de 2018 en Lima.

La marcha de 2018, celebrada el 30 de junio, reunió unas 10,000 personas bajo el lema «Educación con enfoque de género ¡YA!: Por un currículo escolar que incluya a lesbianas, gays, bisexuales, trans e intersexuales». La concentración empezó a las 14:00 y la marcha se inició tres horas después con la presencia de colectivos como la Asociación de Familias por la Diversidad Sexual, la Comunidad Cristiana Ecuménica Inclusiva, Más Igualdad Perú, entre otros. El punto de encuentro fue el Campo de Marte en Jesús María, y la marcha recorrió las avenidas De la Peruanidad, Guzmán Blanco, Paseo Colón, Garcilaso de la Vega, Nicolás de Piérola y finalmente culminó en la Plaza San Martín, en el Centro de Lima.
En 2019, el presidente del Congreso, Daniel Salaverry, autorizó una preconcentración en la plaza Bolívar frente al Congreso peruano dos días antes de la marcha principal. Pese a que se vivió un momento tenso entre los manifestantes y la policía nacional, que alegaba no tener constancia de dicha autorización, se pudo celebrar el acto con un escenario donde se leyeron manifiestos de apoyo por parte de activistas y congresistas de la República. El sábado 29 de junio se celebró la marcha del orgullo que partió desde el Campo de Marte, a las 14:00, y realizó el mismo recorrido que el año anterior. En esta edición, destacó la participación del Primer Ministro Salvador del Solar, primer premier peruano en acudir a una marcha LGBT. También participaron los artistas Mónica Sánchez y Jason Day, y el presentador de televisión Ricardo Morán.
En 2020, debido a la pandemia de COVID-19 la marcha no se pudo realizar, por lo que el colectivo Marcha del Orgullo en Lima, asociación coordinadora de la manifestación, organizó un evento virtual con el hashtag #OrgulloEnLínea. Para promocionar la marcha virtual se emitieron una serie de vídeos en apoyo al colectivo por parte de personalidades políticas, como los congresistas Gino Costa y Daniel Olivares, y gente del mundo del espectáculo, como las cantantes Sandra Muente y Daniela Darcourt.
En 2021, la marcha fue convocada para realizarse de forma virtual y presencial. En la marcha que recorrió las calles de Lima se pudieron ver lemas y consignas que exhortaban al ganador de las elecciones generales, Pedro Castillo, para que su virtual gobierno respete los derechos LGBT. El lema principal de la marcha fue «Bicentenario con Resistencia y Visibilidad: Por un Perú con Igualdad para Todos».
El 25 de junio de 2022 se realizó una nueva edición de la movilización de la comunidad LGBTIQ+ en el Centro de Lima, catalogada por muchos como las más concurrida de los últimos años. El lema en esa ocasión fue «Orgullo en las calles». Al año siguiente, en 2023, la organización estimó en 50 000 personas las asistentes al evento.

#### Marcha por el 100 aniversario de la despenalización de la homosexualidad
En 2024 se conmemoraron los 100 años de la despenalización de la homosexualidad, tras la promulgación, el 27 de julio de 1924, de una nueva edición del código penal donde no se incluía el artículo 272 del Código Penal de Perú del año 1863 donde se criminalizaba la sodomía.
Existió incertidumbre acerca de la celebración de la marcha debido a la tardanza en la aprobación de los permisos por parte de la Municipalidad Metropolitana de Lima. La organización advirtió que ante la falta de respuesta, se interpretaría como silencio administrativo.Finalmente, a once días de la fecha de la marcha, el alcalde de Lima, el conservador Rafael López Aliaga, anunció que la marcha se encontraba preaprobada, pero pidió que la asistencia «no hagan payasadas» y que debían «respetar sus creencias», en referencia a la utilización de la imagen de Rosa de Lima en el cartel del OutFestPerú de 2023.
El 19 de junio de 2024 se realizó la conferencia de prensa del colectivo Marcha del Orgullo de Lima, que organiza las actividades por el Día del Orgullo LGBTIQ+. Entre los principales anuncios se comunicó que se aprobaron los planes de desvío y recorrido de la marcha para que se celebre el Día del Orgullo el 29 de junio. El inicio estuvo programado para las 15:00 en la avenida Guzmán Blanco, continuando por las avenidas Alfonso Ugarte, Nicolás de Piérola y finalizando la en Wilson. El recorrido de regreso se dirigió por la avenida 28 de Julio, culminando en la avenida de La Peruanidad. Asimismo, se declaró al Ministerio de Salud como institución non grata por calificar las identidades trans como enfermedades mentales en el Decreto Supremo 009-2024, por lo que no participó en la marcha.
El 29 de junio de 2024 se llevó a cabo la Marcha del Orgullo LGBTIQ+ 2024 en Lima, Arequipa y otras ciudades del Perú. Este evento inició a las 3 p. m. en Campo de Marte. En la marcha participaron las congresistas Flor Pablo, Sigrid Bazán, Susel Paredes y Ruth Luque. El lema de este año fue «100 Años Resistiendo».
Durante el mes de junio y la primera semana de julio del 2024 se desarrollaron 35 marchas del orgullo en todo el Perú, en las siguientes localidades y fechas:
- 14 de junio: Chulucanas.
- 22 de junio: Abancay, Huaral, Huaraz y Huancayo.
- 23 de junio: Chancay, Chimbote y Huacho.
- 27 de junio: Ilo y Picota.
- 28 de junio: Cañete, Chachapoyas, Huanta, Huarmey, Ica, Iquitos, Juliaca, Mollendo, Piura, Pucallpa y Tarapoto.
- 29 de junio: Arequipa, Ayacucho, Cajamarca Juanjuí, Lima, Puno, Tacna, Trujillo, Tumbes y Yurimaguas.
- 30 de junio: Moquegua.
- 6 de julio: Barranca, Chiclayo y Cusco.

Este año las organizaciones del Callao marcharon junto a las de Lima.
El 28 de junio se desarrolló la Marcha del Orgullo de Lima, según cifras de la policía nacional del Perú, se registraron más de 40,000 asistentes. 

## Otras marchas peruanas
Además de la marcha de Lima, el evento es celebrado en otras ciudades peruanas donde los colectivos locales se han organizado y sumado a la movilización. Es el caso de Arequipa, Ayacucho, Barranca, Chancay, Cuzco, Chiclayo, Chimbote, Huancayo, Huaral, Huaura, Ica, Iquitos, Moquegua, Paita, Piura, Pucallpa, Supe, Tacna, Tarapoto, Trujillo y Yurimaguas. En junio del 2012, se realizó por primera vez la Marcha del Orgullo Gay en la provincia constitucional del Callao. En 2019, la marcha en Trujillo reunió a unas 2,000 personas, y contó con la participación de Luisa Revilla, primera regidora trans en el Perú.